# Rolandiella scotti
Rolandiella scotti is een slakkensoort uit de familie van de Muricidae. De wetenschappelijke naam van de soort is voor het eerst geldig gepubliceerd in 2000 door Marshall & Burch.